# Kékes
A Kékes (szlovákul: Modravá) Magyarország legmagasabb hegycsúcsa. Az Északi-középhegységben, a Mátrában található. A Balti-tenger szintjéhez mérve 1014, az Adriai-tenger szintjéhez mérve 1015 méter magas. Gyakran emlegetik Kékestető néven is, ez azonban helytelen, hiszen ez a hegy területén található település neve, amely közigazgatásilag Gyöngyöshöz tartozik. Maga a hegy Parád és Gyöngyös közigazgatási területén található.
Mint hazánk egyik legjelentősebb klimatikus gyógyhelye, illetve síközpontja, jelentős turisztikai célpont. A hegyen álló tévétorony kilátóként is funkcionál.

## Domborzat
A Kékes az Északi-középhegységben, a Magas-Mátra hegyvidékén helyezkedik el.
Az 1014 méteres magasságával Magyarország legmagasabb hegye. Relatív magassága 774 méter.

## Éghajlata

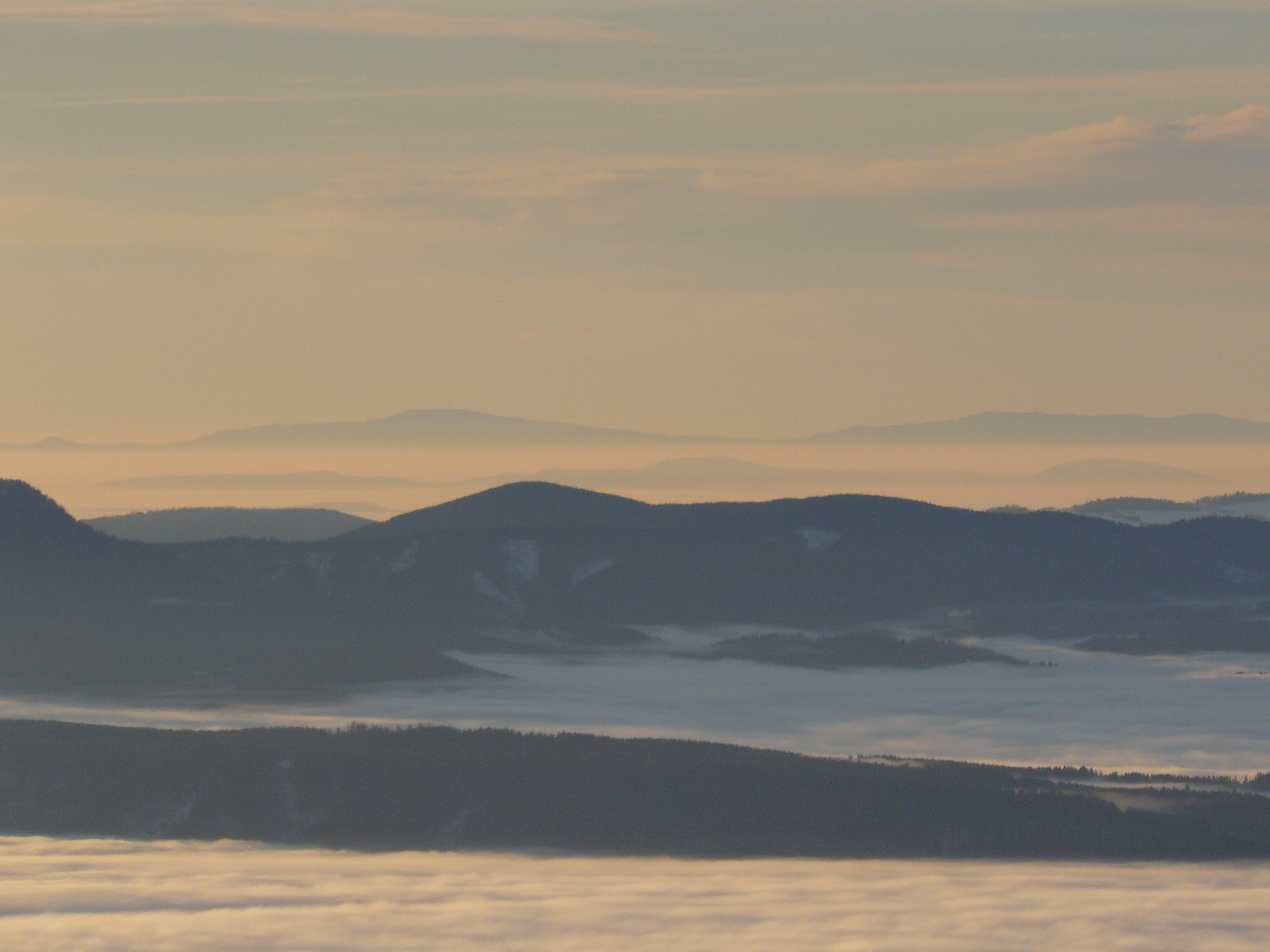
A Kékes az Alacsony-Tátrából (a leghátsó hegysor legmagasabb kiemelkedése)

A napsütéses órák száma jóval az országos átlag feletti, meghaladja az évi kétezret; különösen magas a napsütéses órák száma szeptember–októberben és januártól március végéig. 2011-ben itt mérték az országban a legkevesebb napsütéses órát: ebben az évben mindössze 2198 napsütéses óra volt Kékestetőn.
A hőmérséklet napi ingadozása kiegyenlített, nyáron általában nem haladja meg a 26 °C-ot, míg télen nem süllyed −15 °C alá. A hegyvidéki mikroklíma sajátossága, hogy alacsony a páranyomás és magas a nedvességtartalom. A légnyomás a magyarországi átlaghoz képest 10%-kal alacsonyabb, szintje kiegyenlített. A levegő por- és pollenszegény, a házi poratka ezen a magasságon már nem él meg. A ködös napok száma 1970-ben 221 volt.
Legnagyobb napi csapadékmennyiséget 1958. június 11–12-én mérték, 228 mm-t.
1943–1944-ben 154 napon át borította hó. 2013. március 30-án itt mérték az év legvastagabb hótakaróját: a vastagsága ekkor 106 cm volt.

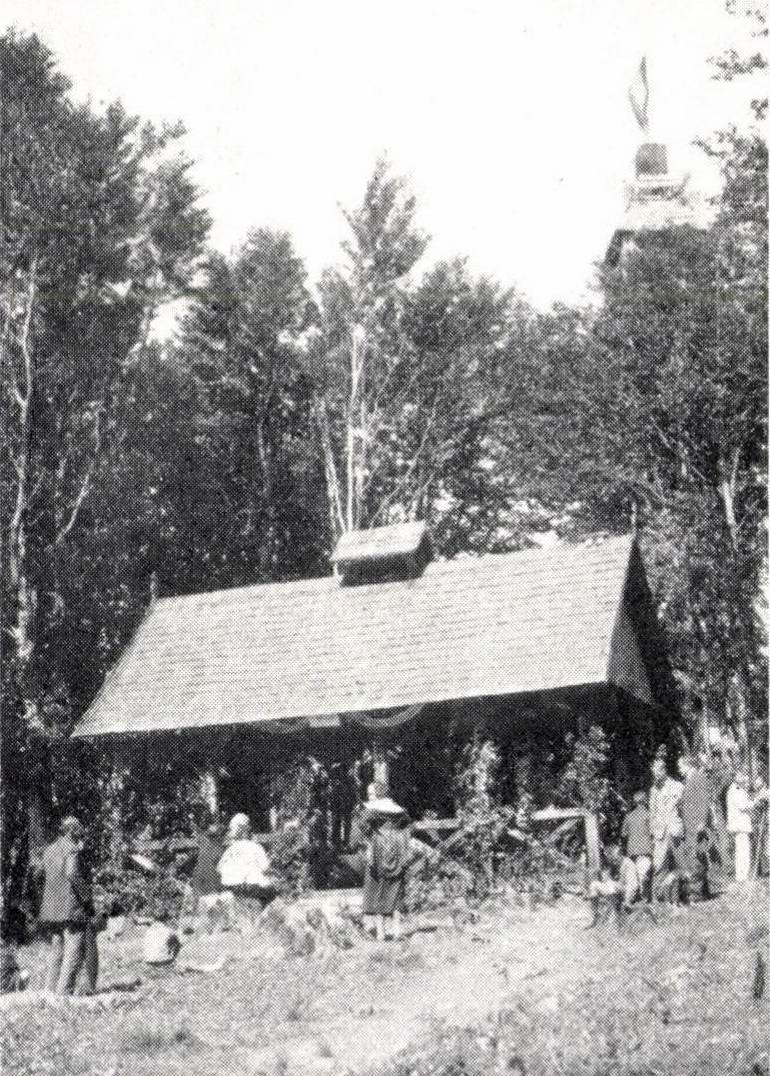
A Vass József-menedékház

## Történelem
A Kékest említi az 1897-ben megjelent Mátrai kalauz. Ekkor a Mátra Egylet (a Magyar Turista Egyesület mátrai osztálya) által 1888-ban keményfából épített, 20 m magas Vass-kilátó állt a tetőn, mely Vass József népjóléti miniszterről kapta nevét. Az 1926-ban menedékkunyhóval kibővített torony azonban 1938-ra veszélyessé vált, ezért bezárták, és a második világháború alatt le is bontották. 1933-ra épült fel a kékestetői gyógyszálló (ma Mátrai Gyógyintézet) és a beruházás részeként a Mátraházáról a Kékesre vezető 5 km hosszú út, ami csak 1978-ban kapott szilárd burkolatot. 1935-ben indultak el az első közvetlen buszjáratok Budapestről. Az 1920-as és 1930-as években indult be a sísport is: a déli lesiklópályát 1933–1934-ben, az északit 1934–1937-ben alakította ki a Mátra Egylet, illetve a Magyar Sí Szövetség. Az első sífelvonót az 1950-es évek
közepén építette ki a Honvéd síszakosztálya.
A gyógyszállót az 1950-es években államosították és szanatóriummá alakították. Az 1960-as évek elején sem volt még működő kilátó, csak a Távközlési Kutató Intézet nyolcemeletes tornyából lehetett körbetekinteni, külön engedély birtokában. Az 1958-ban épült antennatorony kiváltására 1981-ben készült el a jelenleg is álló Kékestetői tévétorony.

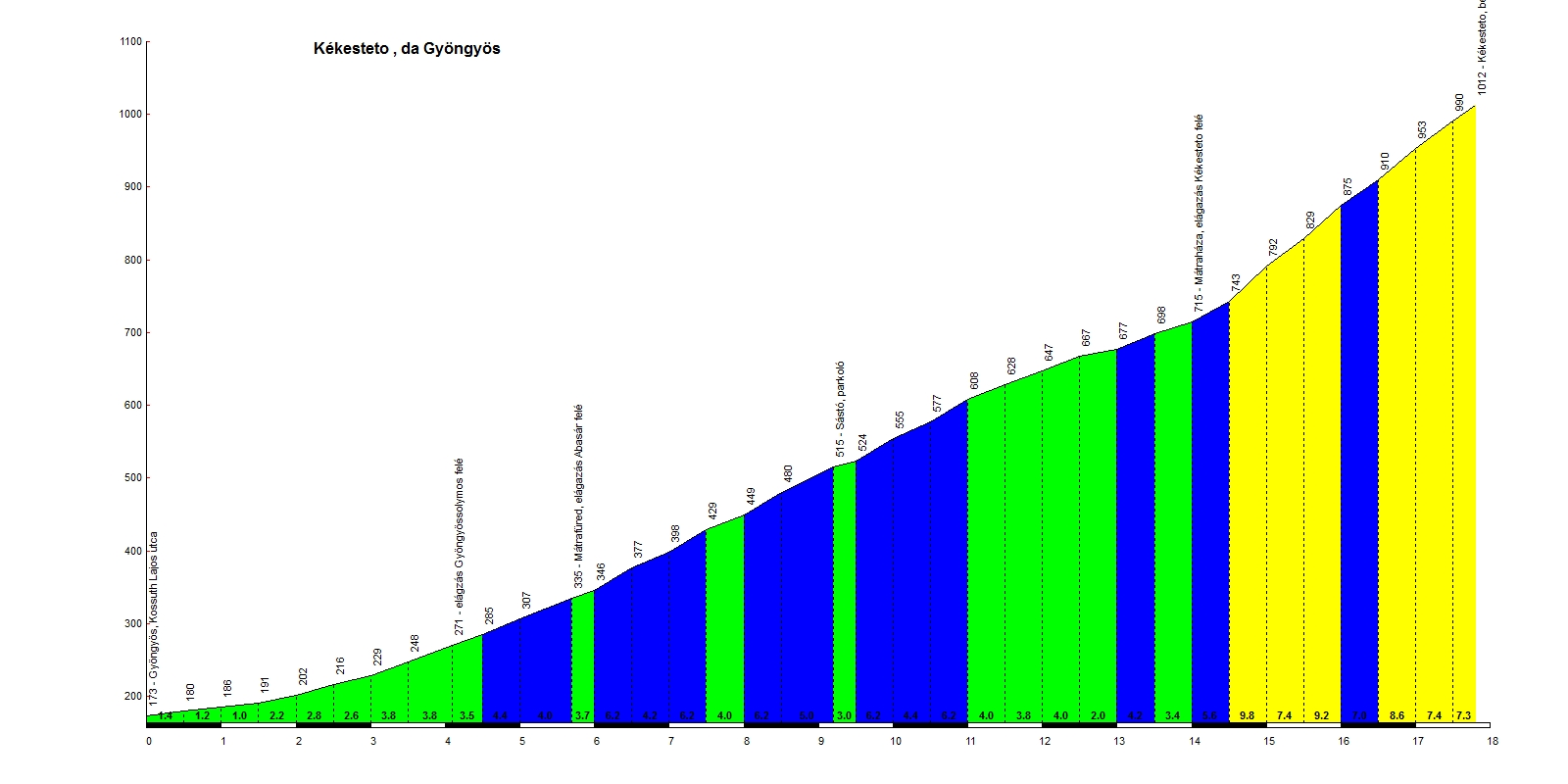
Útszelvény Gyöngyös felől

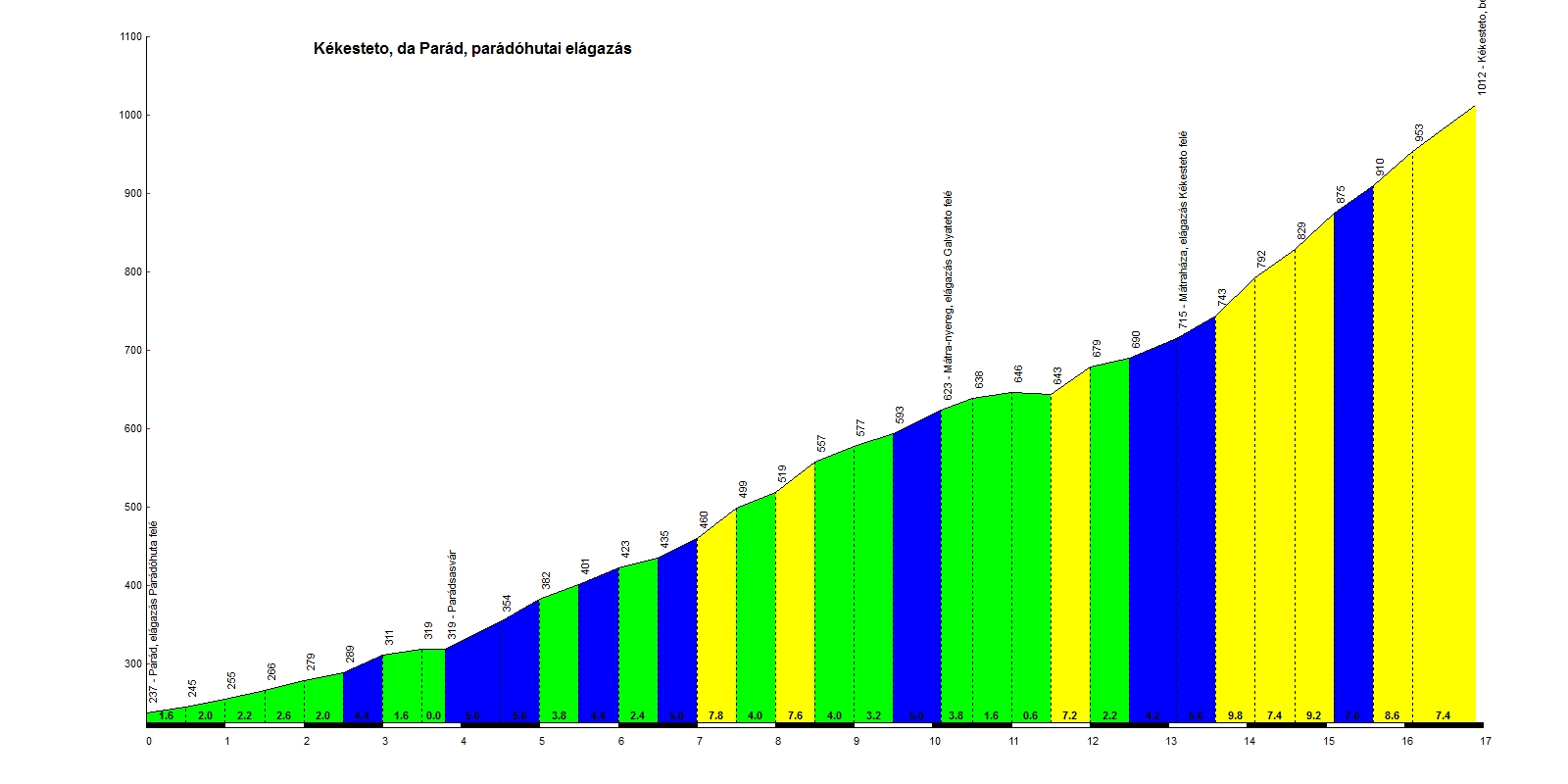
Útszelvény Parád felől

## Közlekedés
Mátraházáról a hegycsúcs térségéig a 24-es főútból kiágazó és 1978-ban aszfaltburkolatot kapott 24 134-es számú bekötőút vezet fel, a csúcs előtt a szanatórium parkolójához és a buszfordulóhoz a 24 140-es út ágazik ki. Ezek vonalvezetése, meredekségük miatt telente sokszor balesetveszélyes, ezért havas időben gyakran lezárják a személygépkocsik elől. A Volánbusz naponta néhány közvetlen buszjáratot indít a budapesti Stadion autóbusz-pályaudvarról. Gyöngyösről gyakrabban megy fel busz.

## Gyógyhely
A Kékes klimatikus viszonyai gyógyító hatással vannak az asztmatikus betegségekre, idegkimerültségre. Emiatt települt ide, a csúcshoz közel, a Mátrai Gyógyintézet kékesi egysége. A kékestetői gyógyszálló, mely ekkor a legmodernebbnek számított az országban, 1933-ban épült fel egy 30 hektáros területen, Csonka László (az Első Magyar Magas- és Mélyépítési Rt. tulajdonosa) beruházásában és Miskolczy László tervei alapján. Az 1950-es években állami tulajdonba és a mátraházai egységgel közös kezelésbe kerültek, szanatóriumi funkciót kapva.

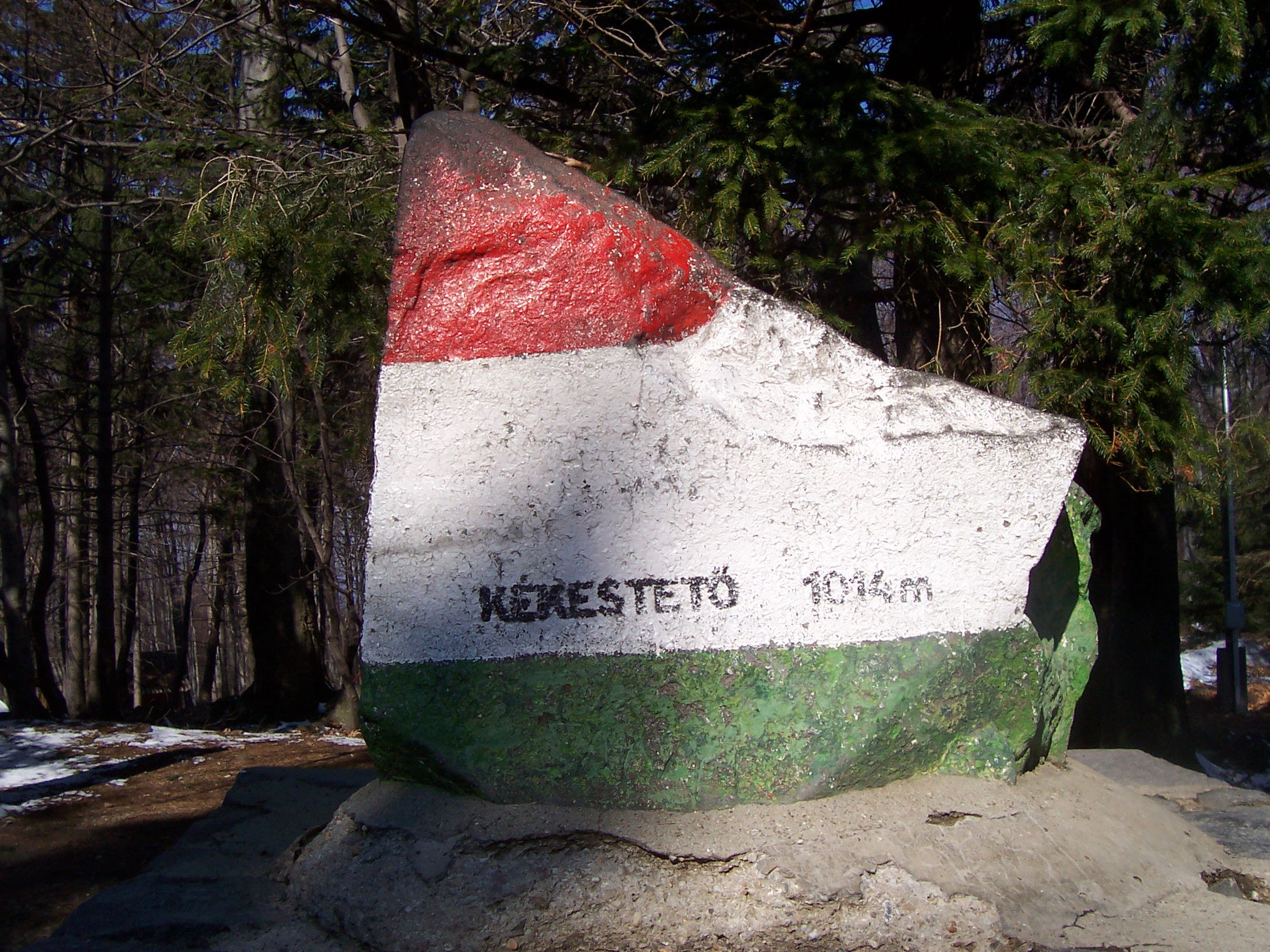
A hegycsúcsot jelölő kő

## Turizmus
A csúcson egy nemzeti színűre festett kő jelzi a magassági pontot, melyet az 1950-es évek végén állított Géczi István (később a Kékesi Sas Síklub edzője) néhány társával egy andezitkövekből emelt halomra. 1985. augusztus 20. óta áll a mai talapzatán.

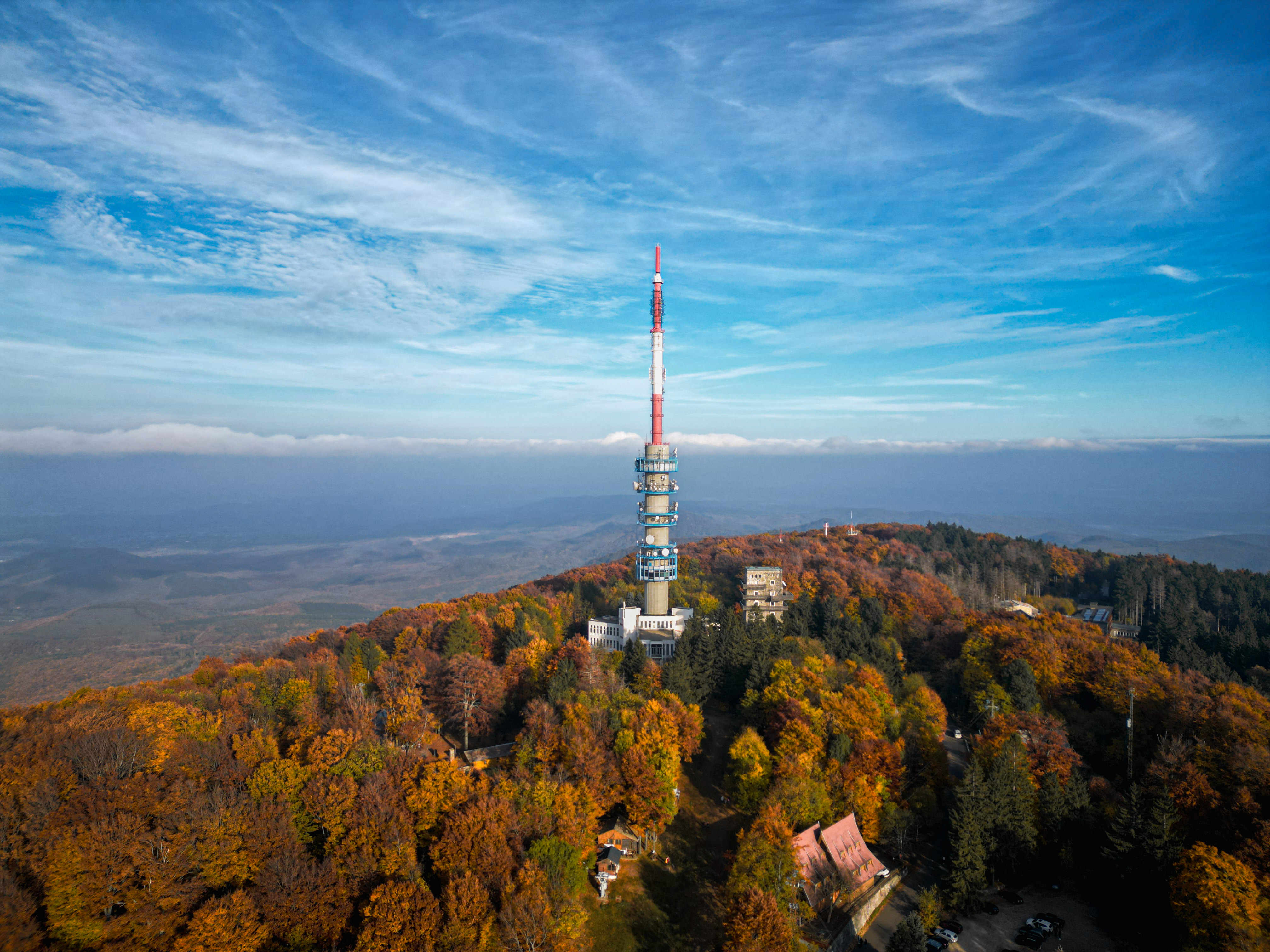
A Kékestetői tévétorony

Kékestetőn 1958-ban épült fel az első antennatorony, ez azonban később elavulttá vált, ezért 1977-1981 között felépült a ma is működő Kékestetői tévétorony és kiszolgáló épülete. A 180 méter magas torony egyik szintjén zárt körpresszó működik, felette, 45 méter magasan nyitott kilátószinttel.
A Kékest érinti az Országos Kéktúra 21-es számú szakasza. Pecsételőhelye a szanatórium portáján található.

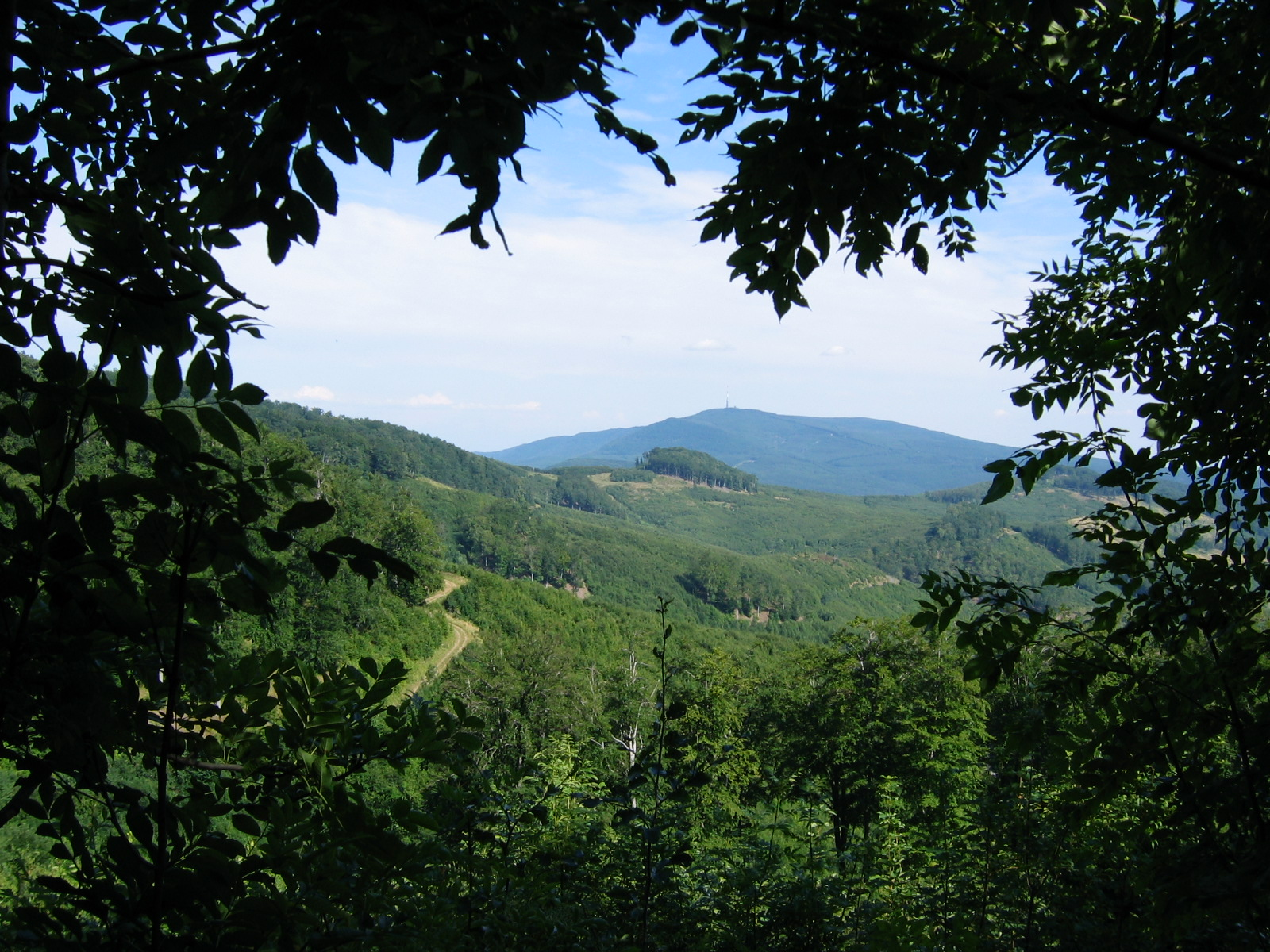
A csúcs

## Sport

### Síközpont
Kékestetőn két fő lesiklópálya található: a meredekebb északi (600 m hossz, 180 m szintkülönbség) és a lankásabb déli (1800 m hossz, 230 m szintkülönbség). Utóbbi Magyarország leghosszabb sípályája. Az északi pálya és a délinek a 700 m-es felső szakasza mentén sífelvonók működnek, a déli pálya teljes hosszán végigsíelők síautóbusszal juthatnak vissza a csúcsra. A 2016–2017-es szezonban 66 napon át tartott nyitva a pálya.

### Országúti kerékpár
A magyar országúti kerékpáros körverseny, a Tour de Hongrie első kategóriás és egyben legnehezebb emelkedője a Kékesre vezet. 2001-től szinte minden évben itt rendezik a hegyi befutóval végződő, legnehezebb szakaszt, ahol a versenyzőknek a hegy aljától a csúcsig közel 800 m szintkülönbséget kell leküzdeniük. 2004-től a versenyhez kapcsolódóan „Kékesre fel!” néven amatőr versenyt is szerveznek, ahol bárki próbára teheti magát a Gyöngyös – Kékestető szakaszon. 

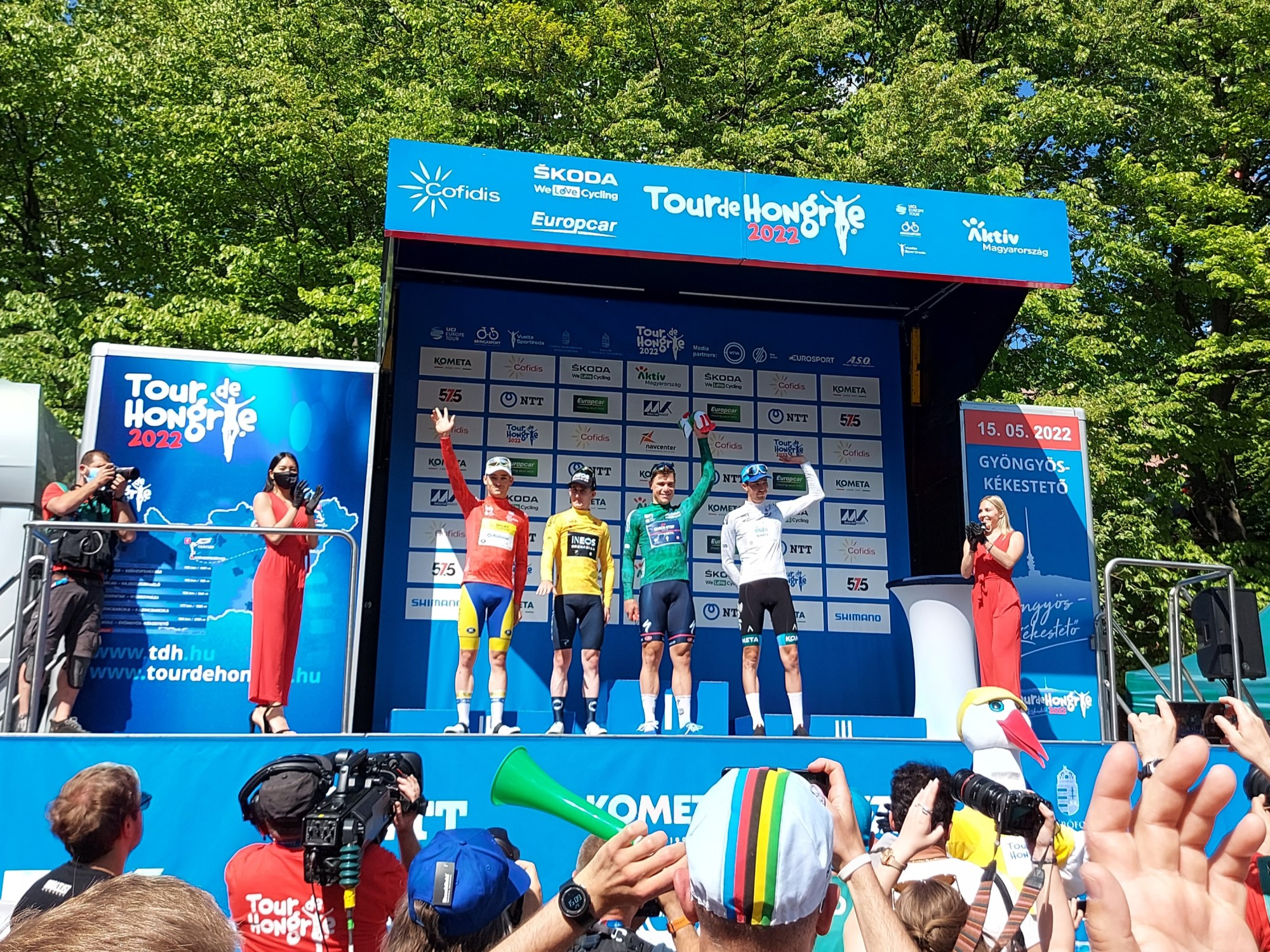
Tour de Hongrie 2022 megkülönböztető trikó győztesei a kékestetői eredményhirdetésen

A Tour de Hongrie kékestetői szakaszainak nyertesei:
| Év   | Szakasz | Rajt - Cél                 | Táv    | Szintkülönbség | Szakasztípus   | Szakaszgyőztes      | Nemzetiség | Csapat                 |
| 2001 | 3.      | Tiszaújváros - Kékestető   | 174 km | nincs adat     | mezőnyverseny  | Mikoš Rnjaković     | jugoszláv  | Spartak Subotica       |
| 2003 | 4.      | Miskolc - Kékestető        | 127 km | nincs adat     | mezőnyverseny  | Natija Kvasina      | horvát     | Kamen                  |
| 2003 | 5.      | Mátraháza - Kékestető      | 3,4 km | nincs adat     | hegyi időfutam | Lengyel Tamás       | magyar     | FTC                    |
| 2004 | 5.      | Mezőkövesd - Kékestető     | 148 km | nincs adat     | mezőnyverseny  | Anatolij Varvaruk   | ukrán      | Kamen                  |
| 2005 | 5.      | Mezőkövesd - Kékestető     | 93 km  | nincs adat     | mezőnyverseny  | Glen Chadwick       | ausztrál   | Cyclingnews            |
| 2005 | 6.      | Mátraháza - Kékestető      | 3,8 km | nincs adat     | hegyi időfutam | Lengyel Tamás       | magyar     | P-Nívó                 |
| 2015 | 4.      | Karcag - Kékestető         | 146 km | nincs adat     | mezőnyverseny  | Andi Bajc           | szlovén    | Amplatz-BMC            |
| 2016 | 4.      | Karcag - Kékestető         | 144 km | nincs adat     | mezőnyverseny  | Chris Butler        | amerikai   | Cycling Academy        |
| 2019 | 4.      | Karcag - Kékestető         | 138 km | 1453 m         | mezőnyverseny  | Krists Neilands     | lett       | Israel Cycling Academy |
| 2020 | 5.      | Miskolc - Kékestető        | 188 km | 3259 m         | mezőnyverseny  | Valter Attila       | magyar     | CCC                    |
| 2021 | 4.      | Balassagyarmat - Kékestető | 202 km | 3221 m         | mezőnyverseny  | Damien Howson       | ausztrál   | Team BikeExchange      |
| 2022 | 5.      | Miskolc - Kékestető        | 184 km | 2751 m         | mezőnyverseny  | Antonio Tiberi      | olasz      | Trek-Segafredo         |
| 2024 | 3.      | Kazincbarcika - Kékestető  | 183 km | 2716 m         | mezőnyverseny  | Thibau Nys          | belga      | Lidl-Trek              |
| 2025 | 3.      | Gödöllő - Kékestető        | 163 km | 1974 m         | mezőnyverseny  | Harold Martín López | equadori   | XDS Astana             |

(2003-ban és 2005-ben két szakaszt is rendeztek Kékestetőn, mindkettőt egy napon. A második, rövid szakasz egyenkénti indítású hegyi időfutamként került megrendezésre.)
A Criterium Tour kékestetői szakaszának nyertesei:
| Év   | Rajt - Cél           | Táv   | Győztes       | Nemzetiség | Csapat       | Idő   |
| 2006 | Gyöngyös - Kékestető | 18 km | Hřebik Martin | cseh       | Sparta Praha | 38:12 |

A Kékesre fel! amatőr verseny győztesei és idejük:
| Év   | Rajt - Cél           | Táv   | Győztes        | Idő   |
| 2004 | Gyöngyös - Kékestető | 18 km | Cziráki István | 33:30 |
| 2005 | Gyöngyös - Kékestető | 18 km | Szőke Gábor    | 39:38 |

A Velo.hu Kékesi Csúcstámadás amatőr verseny győztesei és idejük:
| Év   | Rajt - Cél           | Táv   | Győztes      | Idő   |
| 2009 | Gyöngyös - Kékestető | 18 km | Csortos Imre | 40:15 |
| 2010 | Gyöngyös - Kékestető | 18 km | Dancs Márton | 42:43 |
| 2011 | Gyöngyös - Kékestető | 18 km | Szőke Gábor  | 41:44 |
| 2012 | Gyöngyös - Kékestető | 18 km | Makács Gábor | 40:31 |
| 2013 | Gyöngyös - Kékestető | 18 km | Makács Gábor | 38:57 |
| 2014 | Gyöngyös - Kékestető | 18 km | Makács Gábor | 38:18 |
| 2015 | Gyöngyös - Kékestető | 18 km | Makács Gábor | 39:01 |
| 2017 | Gyöngyös - Kékestető | 18 km | Makács Gábor | 39:25 |

## Érdekesség
2024 óta nevét viseli a 207481 Kékes kisbolygó.